# Healdton
Healdton és una ciutat dels Estats Units a l'estat d'Oklahoma. Segons el cens del 2000 tenia 2.786 habitants.

## Demografia
Segons el cens del 2000, Healdton tenia 2.786 habitants, 1.132 habitatges, i 776 famílies. La densitat de població era de 76,2 habitants per km².
Dels 1.132 habitatges en un 29,9% hi vivien nens de menys de 18 anys, en un 54,7% hi vivien parelles casades, en un 10,8% dones solteres, i en un 31,4% no eren unitats familiars. En el 28,4% dels habitatges hi vivien persones soles el 15,1% de les quals corresponia a persones de 65 anys o més que vivien soles. El nombre mitjà de persones vivint en cada habitatge era de 2,39 i el nombre mitjà de persones que vivien en cada família era de 2,92.
Per edats la població es repartia de la següent manera: un 24% tenia menys de 18 anys, un 9% entre 18 i 24, un 25,9% entre 25 i 44, un 22,8% de 45 a 60 i un 18,4% 65 anys o més.
L'edat mediana era de 40 anys. Per cada 100 dones de 18 o més anys hi havia 88,7 homes.
La renda mediana per habitatge era de 23.550 $ i la renda mediana per família de 29.363 $. Els homes tenien una renda mediana de 25.636 $ mentre que les dones 20.865 $. La renda per capita de la població era de 12.842 $. Entorn del 16,8% de les famílies i el 21,5% de la població estaven per davall del llindar de pobresa.

## Poblacions més properes
El següent diagrama mostra les poblacions més properes.